# Arroyo de San Nicolás
Arroyo de San Nicolás är ett vattendrag i Spanien.   Det ligger i regionen Katalonien, i den nordöstra delen av landet, 500 km nordost om huvudstaden Madrid.